# Alexandre Defaux
Alexandre Defaux (Bercy, Paris, 1826 - idem, 1900) foi um pintor de paisagens francês, ligado à Escola de Barbizon. Discípulo de Jean-Baptiste-Camille Corot, de quem absorveu a refinada sensibilidade no que se refere aos valores luminosos e à pincelada vibrante e densa, ingressa no Salon de Paris em 1859, com Vista de uma trilha abandonada. Participa regularmente das edições seguintes, até sua morte em 1900. Foi condecorado em 1881 com a Legião de Honra. As paisagens da Normandia e os bosques de Fontainebleau foram seus temas preferidos.